# ブードゥー科学
ブードゥー科学（ブードゥーかがく、英:voodoo science）とは、ロバート・L・パーク氏による造語の１つ。voodoo：ブードゥー教とscience：科学を合わせて造られた言葉であり、邪悪な科学を指す。

## 概要
言葉の初出はロバート・L・パークが著した『わたしたちはなぜ科学にだまされるのか』（英：VOODOO SCIENCE）によるものである。この本ではホメオパシー、常温核融合などの所謂オカルトと呼ばれるものをインチキ科学として批判しており、お金を儲ける連中によるウソであるという立場を示している。